# Лидино (Воскресенский район)
Лидино — деревня в Воскресенском муниципальном районе Московской области. Входит в состав сельского поселения Ашитковское. Население — 40 чел. (2010).

## География

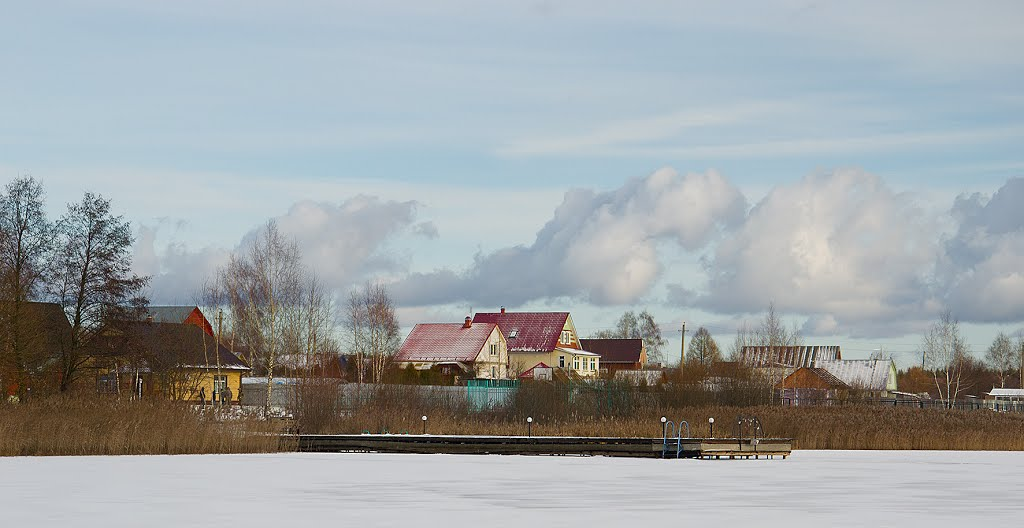
Деревня Лидино в зимнее время

Деревня Лидино расположена в восточной части Воскресенского района, примерно в 10 км к северу от города Воскресенск. Высота над уровнем моря 131 м. В 2 км к западу протекает река Сушенка. К деревне приписано 3 СНТ. Ближайший населённый пункт — деревня Леоново.

## История
В 1926 году деревня являлась центром Лидинского сельсовета Усмерской волости Бронницкого уезда Московской губернии.
С 1929 года — населённый пункт в составе Ашитковского района Коломенского округа Московской области, с 1930 года, в связи с упразднением округа и переименованием района, — в составе Виноградовского района Московской области. В 1957 году, после того как был упразднён Виноградовский район, деревня была передана в Воскресенский район.
До муниципальной реформы 2006 года Лидино входило в состав Конобеевского сельского округа Воскресенского района.

## Население
В 1926 году в деревне проживало 282 человека (131 мужчина, 151 женщина), насчитывалось 57 крестьянских хозяйств. По переписи 2002 года — 64 человека (24 мужчины, 40 женщин).
| 1926 | 2002 | 2010 |
| ---- | ---- | ---- |
| 282  | ↘64  | ↘40  |